# Зовнішня похідна
Зовнішня похідна у диференціальній геометрії розширює поняття диференціала функції, що є диференціальною формою нульового порядку, на довільні форми вищих порядків. В сучасному виді поняття зовнішньої похідної було введено французьким математиком Елі Картаном.
Зовнішня похідна d має властивість, що d2 = 0 і вона використовується для визначення когомології де Рама на диференціальних формах. Інтегрування форм надає природний гомоморфізм з когомології де Рама на сингулярні когомології гладких многовидів. Згідно з теоремою де Рама це відображення є ізоморфізмом.

## Визначення

### Аксіоматичне визначення
Нехай {\displaystyle \Omega ^{k}(M)} — множина диференціальних k-форм на гладкому многовиді M. Лінійне відображення {\displaystyle \mathrm {d} :\Omega ^{k}(M)\rightarrow \Omega ^{k+1}(M)} називається зовнішньою похідною якщо:
1. Для {\displaystyle p=0} воно збігається зі звичайним диференціалом функції;
2. {\displaystyle \ \mathrm {d} (\omega ^{k}\wedge \omega ^{p})=(\mathrm {d} \omega ^{k})\wedge \omega ^{p}+(-1)^{k}\omega ^{k}\wedge (\mathrm {d} \omega ^{p})}
3. Для будь-якої форми виконується рівність {\displaystyle \mathrm {d} (\mathrm {d} \omega )=0}.

Для довільного гладкого многовиду відображення з даними властивостями існує і є єдиним. 

### Визначення за допомогою локальних координат
Для довільної точки {\displaystyle p\in M} існує окіл цієї точки і координатні функції {\displaystyle (x_{1},\ldots ,x_{n})} такі що довільну диференціальну k-форму можна записати як
{\displaystyle \omega ^{k}=\sum _{1\leq i_{1}<\ldots <i_{k}\leq n}f_{i_{1},\ldots ,i_{k}}\mathrm {d} x_{i_{1}}\wedge \ldots \wedge \mathrm {d} x_{i_{k}},}  для деяких гладких функцій {\displaystyle f_{i_{1},\ldots ,i_{k}}}визначених в цьому околі. Тоді зовнішня похідна в цій точці рівна
{\displaystyle \mathrm {d} \omega ^{k}|_{p}=\sum _{1\leq i_{1}<\ldots <i_{k}\leq n}\sum _{i=1}^{n}\left.{\frac {\partial f_{i_{1},\ldots ,i_{k}}}{\partial x_{i}}}\right|_{p}\mathrm {d} x_{i}\wedge \mathrm {d} x_{i_{1}}\wedge \ldots \wedge \mathrm {d} x_{i_{k}}.}

### Інваріантна формула
Якщо {\displaystyle X_{0},\ldots ,X_{k}}  — гладкі векторні поля на многовиді, тоді зовнішня похідна визначається за формулою:
{\displaystyle {\begin{array}{rcl}\mathrm {d} \omega (X_{0},\ldots ,X_{k})&=&\sum _{i=0}^{k}(-1)^{i}X_{i}(\omega (X_{0},\ldots ,{\hat {X}}_{i},\ldots ,X_{k}))\\[0.5em]&+&\sum _{0\leq i<j\leq k}(-1)^{i+j}\omega ([X_{i},X_{j}],X_{0},\ldots ,{\hat {X}}_{i},\ldots ,{\hat {X}}_{j},\ldots ,X_{k})\end{array}}}
де символ ^ у виразі {\displaystyle {\hat {X}}_{i}} означає, що вказане векторне поле не є аргументом відповідної диференціальної форми, а {\displaystyle [.,.]} позначає дужки Лі векторних полів.
Якщо {\displaystyle \nabla } є афінною зв'язністю із нульовим крученням на многовиді, тобто  {\displaystyle \nabla _{X}Y-\nabla _{Y}X=[X,Y],} то зовнішню похідну можна також записати за допомогою оператора коваріантної похідної:
{\displaystyle \mathrm {d} \omega (X_{0},\ldots ,X_{k})=\sum _{i=0}^{k}(-1)^{i}D_{X_{i}}\omega (X_{0},\ldots ,{\hat {X}}_{i},\ldots ,X_{k})}
Ця рівність є справедливою, зокрема для зв'язності Леві-Чивіти у рімановій геометрії. 

## Приклади
1
Нехай σ = u dx1∧dx2 у базисі 1-форм dx1,...,dxn.
Зовнішня похідна цієї диференціальної форми рівна:
{\displaystyle \mathrm {d} \sigma =\sum _{i=1}^{n}{\frac {\partial u}{\partial x_{i}}}\mathrm {d} x_{i}\wedge \mathrm {d} x_{1}\wedge \mathrm {d} x_{2}}
{\displaystyle =\sum _{i=3}^{n}{\frac {\partial u}{\partial x_{i}}}\mathrm {d} x_{i}\wedge \mathrm {d} x_{1}\wedge \mathrm {d} x_{2}.}
2
Для 1-форми σ = u dx + v dy визначеної у R2 з використанням попереднього одержується:
{\displaystyle {\text{d}}\sigma =\left(\sum _{i=1}^{2}{\frac {\partial u}{\partial x_{i}}}{\text{d}}x_{i}\wedge {\text{d}}x\right)+\left(\sum _{i=1}^{2}{\frac {\partial v}{\partial x_{i}}}{\text{d}}x_{i}\wedge {\text{d}}y\right)}
{\displaystyle =\left({\frac {\partial {u}}{\partial {x}}}{\text{d}}x\wedge {\text{d}}x+{\frac {\partial {u}}{\partial {y}}}{\text{d}}y\wedge {\text{d}}x\right)+\left({\frac {\partial {v}}{\partial {x}}}{\text{d}}x\wedge {\text{d}}y+{\frac {\partial {v}}{\partial {y}}}{\text{d}}y\wedge {\text{d}}y\right)}
{\displaystyle =0-{\frac {\partial {u}}{\partial {y}}}{\text{d}}x\wedge {\text{d}}y+{\frac {\partial {v}}{\partial {x}}}{\text{d}}x\wedge {\text{d}}y+0}
{\displaystyle =\left({\frac {\partial {v}}{\partial {x}}}-{\frac {\partial {u}}{\partial {y}}}\right){\text{d}}x\wedge {\text{d}}y.}

## Властивості
Якщо ƒ: M → N — гладке відображення і Ωk — гладкий контраваріантний функтор що присвоює кожному гладкому многовиду множину k-форм на цьому многовиді тоді наступна діаграма комутує:
тобто d(ƒ*ω) = ƒ*dω, де ƒ* позначає зворотне відображення від ƒ. Отже, d є природним відображенням з Ωk на Ωk+1.